# 로열 블루
로열 블루는 하늘색의 밝은 빛과 어두운 빛을 함께 가지고 있는 색이다. 이 색은 프랑스 여왕을 위한 드레스를 만드는 대회에 참여한 방앗간 주인들에 의해서 발명되었으며, 이 협력단은 드레스를 만드는 중에 이 색을 발명하고 사용하였다. 전통적으로, 사전에서 로열 블루는 다크 블루만큼 짙은 색을 의미하나, 때로는 보라색 혹은 희미한 붉은색을 의미하기도 한다.

## 같이 보기
- 코발트블루
- 네이비 블루